# Лінн Ульман
Лінн У́льман (норв. Linn Ullmann, нар. 9 серпня 1966, Осло, Норвегія) — норвезька письменниця, літературна критикиня та журналістка. У дитинстві знялася в кількох художніх кінострічках.

## Життєпис
Карін Беате Ульман народилася у 1966 році в Осло від норвезької акторки Лів Ульман та швкдського режисера Інгмара Бергмана (одружені не були). 
Згодом тривалий час проживала у Нью-Йорку. Закінчила Нью-Йоркський університет, де вивчала англійську літературу.
Заявила про себе, як коментаторка та журналістка у провідних норвезьких виданнях Dagbladet (1996—1997) та Aftenposten (2006—2007).
Як письменниця дебютувала у 1998 році з романом «Поки ти заснеш» («Før du sovner»), який швидко приніс авторці визнання та був перекладений багатьма мовами.
Живе в Осло в шлюбі з письменником Нільсом Фредріком Далем, донькою та старшим сином від попереднього шлюбу.

## Нагороди
- Премія Доблоуга[5] (2017);
- «Золоте перо» (2007) за журналістський доробок;
- Нагорода Амалії Скрам(2007);
- Норвезька читацька премія (2002) за роман «Nåde».

## Переклади українською
- Лінн Ульманн. Поки ти заснеш. Переклад із норвезької Наталі Іваничук. — Л. : Літопис, 2004.
- Лінн Ульманн. Бентежні. Переклад із норвезької  Наталі Іваничук. — Л. : Видавництво Старого Лева, 2020.